# Emberi szem

Az emberi szem szerkezete. 1. üvegtest, 2. ora serrata, 3. musculus ciliaris, 4. zonula ciliaris, 5. Schlemm csatorna, 6. pupilla, 7. elülső szemcsarnok, 8. szaruhártya, 9. szivárványhártya, 10. a szemlencse kéregállománya, 11. a szemlencse velőállománya, 12. processus ciliaris, 13. kötőhártya, 14. alsó ferde szemizom, 15. alsó egyenes szemizom, 16. belső egyenes szemizom, 17. a recehártya artériái és vénái, 18. látóidegfő (discus opticus), 19. kemény agyhártya dura mater, 20. arteria centralis retinae, 21. vena centralis retinae, 22. látóideg [II.], 23. elvezető vénák (vena vorticosa), 24. a szemgolyó kötőszövetes burka, 25. sárgafolt (macula lutea), 26. fovea centralis, 27. ínhártya, 28. érhártya (choroidea), 29. felső egyenes szemizom, 30. ideghártya (retina)

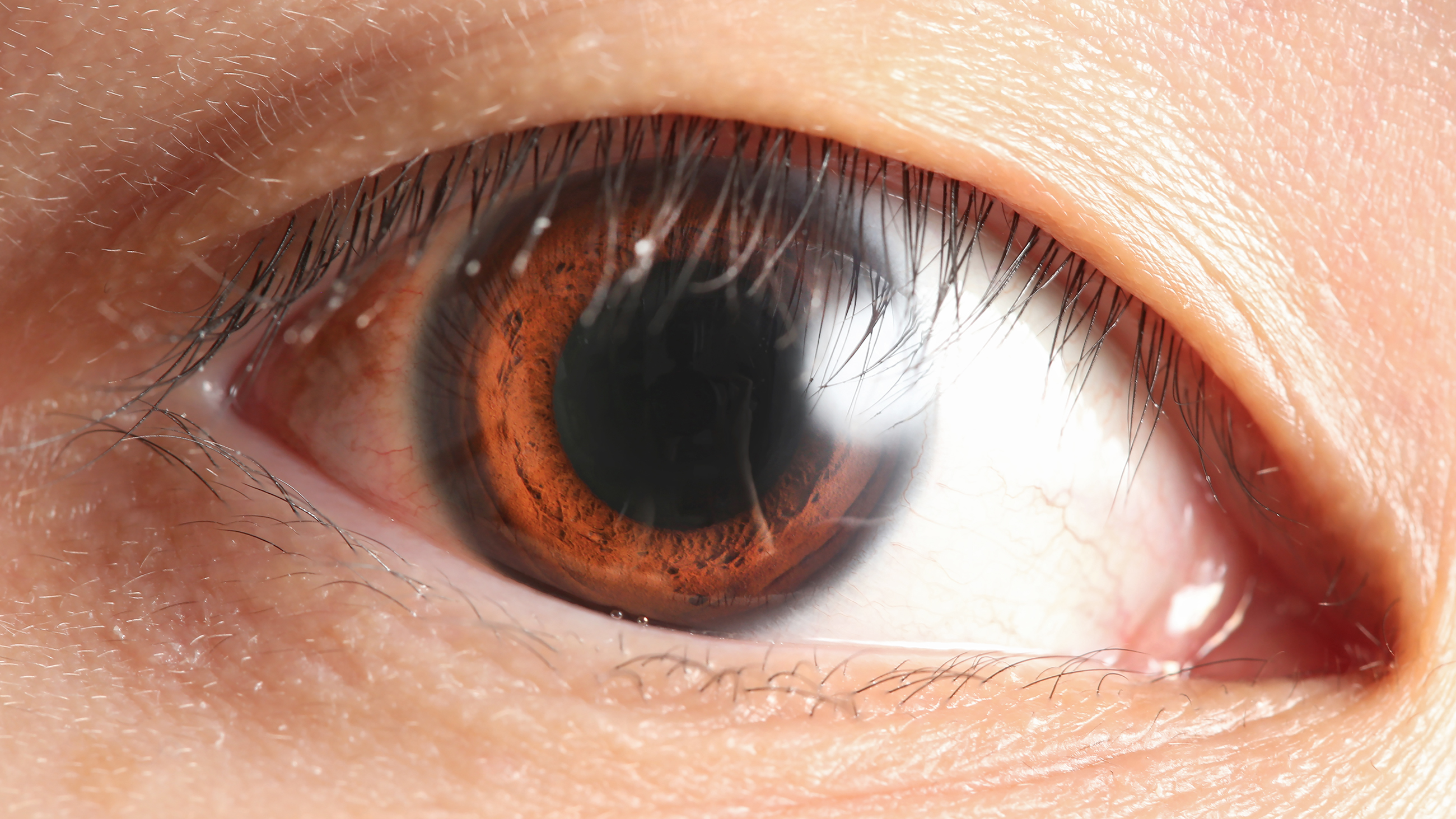
Az arc jobb oldalának szeme: ínhártya (fehér), írisz (világosbarna), pupilla (fekete), körülvéve a szemhéjakkal és szempillákkal, jobb és bal oldalon a szemzugokkal

Az emberi szem (oculus humanus) a látás érzékszerve az ember szervezetében, amely a környezet tárgyairól származó – az azokból eredő vagy róluk visszaverődő – fénysugarak érzékelésére szolgál, és optikai rendszerével leképezi azok alakját, térbeli helyzetét és színét. Ez a kép idegi ingerületek formájában továbbítódik a központi idegrendszerbe, ahol az agy feldolgozza, és szükség szerint tudatosul. Az embernél a látás a külvilágról való tájékozódásban és az ahhoz való alkalmazkodásban alapvető szerepet játszik. Az egyik legfontosabb érzékszerv.
Változatos fényérzékeny szerveket találhatunk a különféle állati szervezetekben. Míg a legegyszerűbb szemek csak annak eldöntésére képesek, hogy a környezetben fény van-e vagy sötét, addig az összetettebb szemek képesek alakok és színek megkülönböztetésére. A legtöbb gerinces – emlős, madár, hüllő és hal – kétszemű. Ez a két szem gyakran ugyanabba az irányba néz, ezzel egyetlen térbeli képet hoz létre, mint az embernél is; más esetben más irányba néznek, két külön képet létrehozva, mint a nyúl vagy a kaméleon esetén. Az emberi szem az arc síkjában elhelyezkedő páros szerv. 
A szemek a szemüregekben (orbita) találhatók. A szemgolyót (bulbus oculi) járulékos szervek veszik körül, ezek gondoskodnak védelméről és biztosítják mozgását.

## A szem evolúciója
Az Európai Molekuláris Biológiai Laboratórium (EMBL) heidelbergi tudósai bizonyítékokat találtak arra, hogyan fejlődött ki a gerincesek – és így az emberek – szeme. Az emberek távoli (állati) őseiben kétféle, fényre érzékeny sejtet találtak, a rhabdomérákat (ezek a rovarok összetett szemének fényérzékeny képződményei) és a fényérzékelő sejteket. Míg a legtöbb állatban a rhabdomérákból fejlődtek ki a szem sejtjei és a csillószerű fényérzékelő sejtek eredeti helyükön, az agyban maradtak, a gerincesek és így az emberek szemének fejlődése más utat követett: a csillószerű fényérzékeny sejtek látósejtekké váltak. Az ember látósejtjei, a csap és pálcika valószínűleg a férgek és emberek közös ősének idegrendszeréből származnak a kutatócsoport megállapítása szerint. Az emberi agyban még mindig találhatóak fényre érzékeny – vagy inkább a fényreceptorok agyba jutó jelzéseit felfogó – sejtek, amelyek a napi ritmusunkat (cirkadián ritmus) szabályozzák. A kutatók által vizsgált élőlény az úgynevezett „élő kövület”, a (Platynereis dumerilii) – egy fényérzékeny sejteket tartalmazó szemfolttal rendelkező tengeri féreg – volt, amely gyakorlatilag azonos 600 millió évvel ezelőtt élt ősével.

## Az emberi szem

Az emberi szem vízszintes átmetszetének vázlatos képe. 1: szemlencse, 2: függesztő szalag, 3: hátsó szemcsarnok és 4: elülső szemcsarnok (csarnokvízzel kitöltve), 5: szaruhártya, 6: pupilla, 7: szivárványhártya (iris), 8: sugártest, 9: érhátya (choroidea), 10: ínhártya, 11: ideghártya (retina), 12: fovea centralis, 13: Látóidegfő (discus opticus), 14: szemideg (Nervus opticus) [II.], 15: üvegtest állománya

Az ember látószervének (organum visus) fő része a szemgolyó, de a látószervhez szervesen hozzátartoznak a szemidegek és a folytatásukba eső idegpályák tractus opticus és radiatio optica, valamint a szem járulékos szervei. Az emberi szem – a fényképezőgépek optikai rendszerének analógiája szerint – egyszerű, két részből álló gyűjtőlencse típusú objektívvel rendelkezik. A külső a szaruhártya, a belső a szemlencse. A szivárványhártya (iris), amely a szem színét is meghatározza, a szembe lépő fény mennyiségét csökkenti. A szivárványhártya nyílása a pupilla, melynek átmérője a fényerősségtől függően változik, a fényrekesz szerepét tölti be. A belépő fénysugarak áthaladnak az üvegtesten (corpus vitreum) és a recehártyára (retina) fókuszálódnak. Ezután a központi idegrendszer közreműködésével alakul ki a kép.

## A szem fejlődése
A szem fejlődése a 22 napos embrióban veszi kezdetét az előagyhólyagon megjelenő két sekély gödör formájában. A velőcső záródásával egy időben ezek  az előagy kitüremkedéseivé, szemhólyagokká alakulnak. Érintkezésbe kerülnek a felszíni ectodermával és benne lencse kialakulásához szükséges változásokat idézik elő. Ezután egy beöblösödés jelenik meg a szemhólyagon, amiből a dupla falú szemserleg (calix opticus) alakul ki. Ennek a külső és belső sejtjeiből fejlődnek ki a pars optica és a pars caeca retinae sejtjei. A befűződés a szemserlegnyélre is ráterjed és kialakítja rajta a fissura choroideát (ezen keresztül fog az arteria hyaloidea belépni a szem belső üregébe). A szemserleg külső sejtjei egyöntetűen pigmentsejtekké differenciálódnak. A belső réteg sejtjeinek egy kör alakú vonal (ora serrata) mögötti része alakítja ki az ideghártyát (II.-X. réteg). A vonal előtti sejtek a csarnokvíz termelését végzik. A szemserleg korábbi két sejtrétege közötti rés virtuálisan megmarad (Retinaleválás ezen korábbi rés mentén is bekövetkezhet). A szemserlegnyélbe nőnek bele a retina ganglionsejtjeinek a axonjai létrehozva a nervus opticust.
Eközben az ectoderma azon sejtjei, amelyek érintkezésbe kerültek a szemhólyaggal leválnak és a mélybe süllyednek kialakítva a lencseplacodot. A mélybe süllyedt szemlencse feletti ectodermából a cornea hámja alakul ki.
A fissura choroideán keresztül a szemkezdemény üregébe mesenchyma sejtjei nyomulnak a lencse és a retina közé ahol finom rostok hálózatát hozzák létre majd ezen hálózatnak az interstitiumát áttetsző kocsonyás anyag tölti ki. Ez alkotja az üvegtestet.

## A szemgolyó (bulbus)

### Alakja, nagysága
A szemgolyó (bulbus oculi) nagyobb részét egy megközelítőleg 24 milliméter átmérőjű, nem teljes gömb képezi, aminek elülső részét egy kisebb görbületi sugarú, előredomborodó, 13 milliméter átmérőjű gömbfelszínrészlet egészíti ki. Megkülönböztetünk rajta elülső és hátsó pólust, az ezeket összekötő szemtengelyt (ettől eltér a látás tengelye). A tájékozódásra szolgáló síkok az egyenlítői – a szemgolyó legnagyobb átmérőjén áthaladó frontális sík – (equatorialis sík), valamint a szemgolyó tengelyével párhuzamosan futó vízszintes és függőleges síkok. Ezek a szemet nyolc nyolcadra (octans) osztják. (A szemészetben természetesen ennél a felosztásnál precízebb tájékozódási módszerekre van szükség, amelyek például az életkori sajátosságokat is figyelembe veszik.)

## A szem burkai
A szemgolyót három burok (tunicae bulbi) veszi körül, kívülről befelé a rostos burok, az érhártya és az ideghártya. A szem belsejét átlátszó folyadék, csarnokvíz (humor aquosus) és kocsonyaszerű állomány, üvegtest (corpus vitreum) tölti ki. A szem alakját e közegek nyomása, azaz a szem belső nyomása tartja fenn. A belső nyomást a csarnokvíz termelődése – áttételesen a vérnyomás – szolgáltatja.

### Rostos burok
A rostos burok (tunica fibrosa) a hátsó nagyobb részét képező átlátszatlan ínhártyából és az elülső, kisebb részét adó, előre domborodó átlátszó szaruhártyából áll.

#### Ínhártya
Az ínhártya (sclera) a szemgolyó rostos burkának hátsó négyötödét teszi ki. Vastagsága 0,3–2,0 mm között változik. Vastagságát helyileg befolyásolja, hogy rajta tapadnak a szemizmok és átfúrja a szemideg. A felszínnel párhuzamosan rendeződött kollagén rostok hálózatából áll, ebből adódik fehér színe (a kötőhártyán át látható része a szemfehérje). Az állományát alkotó rostok változatos vastagsága és lefutása, a rostok és a rostok közötti állomány törésmutatójának eltérése, és vérellátása miatt lényegében átlátszatlan. (A teljes fényzárást természetesen a belső pigmenthám biztosítja.)

#### Szaruhártya
A szaruhártya (cornea) a rostos burok elülső, megkülönböztetett része. Átmérője kb. 13 milliméter, vastagsága 1 milliméter, az ínhártyából előre kiboltosodik. Mivel teljesen átlátszó, és mögötte optikai közegek (csarnokvíz, mögötte az üvegtest) vannak, maga is – törőközegként – lencsehatással bír. Az ínhártyával ellentétben a kötőhártya nem borítja (és védi), hanem a külső kerülete mentén tapad. Átlátszóságát az adja, hogy kötőszövetes alapállományát finom és rendezett kollagén rostok alkotják, amelyek azonos törésmutatójú rostok közötti állományban helyezkednek el, ereket nem tartalmaz. Elöl és hátul egy-egy sajátos alaphártya határolja, amelyet elöl egy vékony, többrétegű, el nem szarusodó laphám, hátul egy endothél jellegű hámréteg borít. Védelmét és tisztulását a minden pislogáskor a szemhéjak által felvitt, illetve letörölt könnyréteg biztosítja. Szervezetünk egyik, a külső behatásoknak leginkább kitett szerve. A szem védőkészülékei (→ A szem járulékos szervei) mégis annyira hatékonyak, hogy sérülései viszonylag ritkán fordulnak elő.

### Érhártya

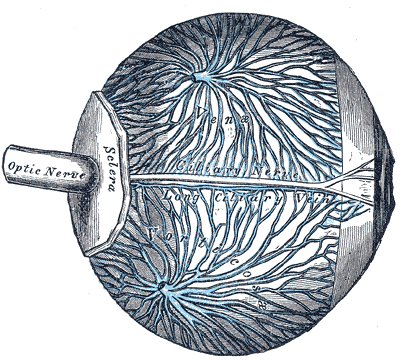
A szem vénás vérének elvezetése: Venae vorticosae

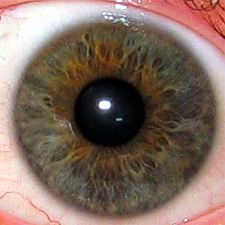
A szivárványhártya (iris). Körülveszi a kötőhártyával borított, azon áttűnő fehér ínhártya (szemfehérje). A szaruhártya (cornea) teljesen átlátszó, így a képen csak egy róla visszatükröződő fehér fényfolt látható

Az érhártya három fő részből áll: a tulajdonképpeni érhártyából (choroidea) és annak elülső származékaiból, a szivárványhártyából (iris) és a sugártestből (corpus ciliare).
Az érhártya (choroidea) a szemgolyó hátsó kétharmadán (az ideghártya receptorokat tartalmazó részének megfelelően), a határt képező hullámos vonal (ora serrata) mögött található meg. Laza kötőszövettel kitöltött rés választja el az ínhártyától. Ebben futnak a szivárványhártyát és a sugártestet ellátó erek. A szemgolyó egyenlítői (equatorialis) síkja mentén saját nagy elvezető vénái (venae vorticosae), hátul a szemideg belépése rögzítik az ínhártyához. Másutt a két réteg könnyen szétválasztható. Funkcionálisan két fontos rétege van: a külső, prekapilláris arteriolákat és postkapilláris vénákat tartalmazó réteg (lamina vasculosa) és a belső, az emberi szervezet legsűrűbb hajszálérhálózatát alkotó réteg (lamina choriocapillaris). Ez utóbbit az ideghártyától csak egy alaphártya választja el, így ezen keresztül nagyon fontos szerepet játszik a retina tápanyagellátásában és gázcseréjében.

#### Szivárványhártya
A szivárványhártya (iris) egy alapvetően fényrekesz funkciójú, lapos lemez, amelynek fényáteresztő (embernél kerek, 4 milliméter átlagos átmérőjű) nyílása a pupilla (melynek ritkán használt magyar elnevezése a szembogár). Finom kötőszövetes rostrendszerrel rögzül az ínhártya elülső, lazább szerkezetű részén (spongiosa sclerae). A szivárványhártya alapját egy finom kötőszövetes állomány képezi, amelyben két ellentétes hatású simaizom, a pupillaszűkítő izom (musculus sphincter iridis (pupillae)) és a pupillatágító izom (musculus dilatator pupillae) található. Ezek hajtják végre a pupilla fényre alkalmazkodásának, illetve egyéb reflexeiből (akkomodációs reflex) következő szűkítő és tágító reakcióit. A szivárványhártya elülső felszíne az adott egyénre jellemző redőzöttséget mutat. A szivárványhártya színét a benne található festékanyagot (pigment) tartalmazó sejtek száma, pigmenttartalma és elrendeződése határozza meg. Ezeket pedig alapvetően örökletes tényezők befolyásolják (l. szemszín). Kettős (szimpatikus és paraszimpatikus) beidegzését az autonóm idegrendszerből kapja. Szimpatikus túlsúlyra a pupilla kitágul, míg paraszimpatikus túlsúlyra beszűkül.

#### Sugártest
A sugártest (corpus ciliare) a szivárványhártya mögött, szintén körben elhelyezkedő, alapjában simaizomból álló képződmény. Erre van felfüggesztve finom rostokkal a szemlencse. Széli nyúlványai (processus ciliares) érben gazdagok, és folyadékot, a csarnokvizet termelik. A sugártest izmai a szaruhártya–ínhártya határán erednek (természetesen a körkörös rostok kivételével). Abból következően, hogy erre van felfüggesztve a szemlencse, alapvető szerepe van az akkomodációban (a szem optikájának távolsághoz való alkalmazkodásában). Nyugalmi helyzetben (nagy távolságra alkalmazkodás), helyzete lényegében passzív, azaz elernyedt állapotban van, így a szemlencse a szem belső nyomása következtében kifeszül (törőereje csökken). Közelre nézéskor a sugártest izmainak megfeszülése csökkenti a szemlencsére ható feszítő hatást, ami rugalmasságánál fogva összehúzódva domborúbb lesz, törőereje nő, így a látott képet a retinára fókuszálja. Beidegzését szintén az autonóm idegrendszerből kapja.

### Ideghártya
A szem legbelső burka a retina vagy ideghártya (régies nevén recehártya). A retina fényérzékeny receptorokat tartalmazó része a szemgolyó hátsó kétharmadában van meg, ez előtt egy hullámos vonal (ora serrata) mentén fényérzékeny receptorait és rétegezettségét elveszti, és pigmenthám réteggé alakul. Így a vonal előtti képződmények belső felszínét kétrétegű pigmenthám béleli, aminek alapvetően fényzáró szerepe van, így a fénysugarak csak a pupillán keresztül léphetnek be. (Többek között a pigmenthám rétegek teszik a szemet fényképezőgéphez hasonlítható sötétkamra (camera obscura) jellegűvé.)

#### A retina rétegei

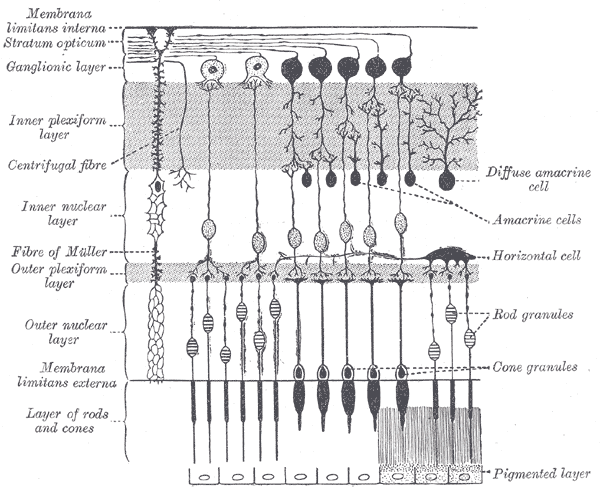
A retina szerkezete. Rétegei (kívülről befelé (a képen alulról fölfelé): 1. pigmenthám, 2. csapok és pálcikák rétege, 3. külső határhártya, 4. külső szemcsés réteg, 5. külső hálózatos (szinaptikus) réteg, 6. belső szemcsés réteg, 7. belső hálózatos (szinaptikus) réteg, 8. nagy idegsejtek rétege, 9. optikus rostok rétege, 10. belső határhártya

A retina – a képen ábrázolt tíz rétegével – rendkívül bonyolult képződménynek tűnhet. Alapvető funkciójának megértéséhez azonban a rétegek pontos ismeretére lényegében nincs szükség. Működése viszonylag egyszerűen megérthető, ha úgy tekintjük, hogy három egymás után kapcsolt neuron láncolatai alkotják. Az első (legkülső) a csap- és pálcikasejtek neuronja, amelyeknek részei a fényérzékelő receptorok. Ezek ingerülete egy bipoláris köztes neuronra tevődik át, amely a jeleket a harmadik neuronra, a nagy idegsejtekre továbbítják. Ez utóbbiak összeszedődő, centrális nyúlványai alkotják a látóideget, melynek rostjai a látóidegkereszteződésen keresztül, majd a látókötegbe folytatódva az oldalsó térdes test neuronjaira kapcsolódik át. A köztes neuronok másként viselkednek a csap- és pálcikasejtek esetében. Előbbieknél az ingerületáttevődés egy-egy arányú (lineáris kapcsolat), míg az utóbbiaknál egy köztes neuron több pálcikasejt ingerületét is összegyűjti (konvergáló kapcsolat). Ez is a magyarázata annak, hogy a csapok az éles látásban, míg a pálcikák a kis fényerőnél történő látásban játszanak meghatározó szerepet. A retinában oldalirányú (asszociációs) kapcsolatokat biztosító és szabályozó működéseket ellátó neuronok, valamint támasztó sejtek is vannak. Meg kell említeni azonban a pigmentes sejtréteg szerepét is. Ezek a sejtek olyan nyúlványokkal bírnak, amelyek körülveszik, így egymástól elhatárolják a fényérzékelő receptorokat, emellett a sötét pigmentszemcséket tartalmazó nyúlványok a fényviszonyoktól függően megnyúlnak, illetve összehúzódnak, így szerepük van a fényerőhöz való alkalmazkodásban is. Az ábra mutatja azt is, hogy a fényérzékeny receptorok kívülről a második rétegben helyezkednek el, azaz a fénysugarak a retina összes többi rétegén áthatolva érik el ezeket. (Ez a fényképezőgép hasonlatra visszatérve olyan, mintha – egy régebbi típusú gépbe – a filmet a fényérzékeny emulzióval kifelé fűznénk be.) Kivétel ez alól a látógödör (fovea centralis), ahol a csapok sajátos elrendeződése biztosítja, hogy a fénysugarak itt ezeket a retina többi rétegén való áthaladás nélkül, közvetlenül érjék el.

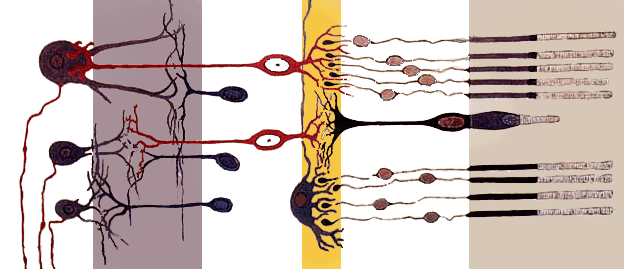
A retina neuronális kapcsolatainak egyszerűsített képe. Jobbról balra: pálcika és csapsejtek; bipoláris sejtek; nagy idegsejtek. (Jobbról balra az előző ábra számozásának megfeleltetve a fő színjelöléseket: 2. fekete, 3. világosbarna, 5. sárga alap, 6. piros: bipoláris sejtek; fekete: amakrin sejtek, 7. fekete, 8. fekete, 9. barna)

#### Receptorai
A retinában a fény érzékelésére szolgáló speciális fotoreceptorok, pálcikák és csapok találhatók. A pálcikák az alacsonyabb intenzitású fényre is érzékenyek, az erősebb fényingert igénylő csapok a színlátást és az éles látást szolgálják. Az úgynevezett sárgafoltban (macula lutea) levő látógödörben (fovea centralis) csak tömötten egymás mellé rendeződött csapok vannak, ez az éles látás helye. Az emberi szem felbontását nehéz összevetni a fényképezőgépekével, de az éleslátás helyén kb. 10 megapixelnek felel meg, a szélső területeken mindössze 0.1 megapixel. Az ember, és vele együtt a többi főemlős is, a világot a kéktől egészen a vörös színig érzékeli, tehát körülbelül a 400 nanométertől 700 nanométerig terjedő hullámhosszú fényt. A csap- és pálcikasejtek kültagjaiban (csapok és pálcikák) ismétlődő sejtmembránkorongok találhatók, amelyek membránjaiban fényérzékeny festékanyagok (rodopszinok) vannak. Amikor a megfelelő hullámhosszú fény éri ezeket a festékanyagokat, molekuláik megváltoznak, és ingerületbe hozzák az adott receptorok egész membránrendszerét.
A pálcikák a sötét–világos megkülönböztetésére alkalmasak, de felbontásuk nem túl jó, és a színeket sem különböztetik meg. Segítségükkel csekély fénymennyiség mellett is lehetővé válik, hogy tárgyak körvonalait érzékeljük, de a részleteket nem látjuk. Ezért kis fényerő mellett nincs színlátás és megfelelő éleslátás sem. A csapok ezzel szemben csak jó fényviszonyok mellett működnek, akkor viszont sokkal több információt adnak: színek gazdag skáláját képesek feldolgozni. A színlátást és az éleslátást a csapok biztosítják. A csapoknak három fajtája van, melyek a látható fény kis, közepes és nagyobb frekvenciájú tartományait képesek érzékelni, azaz vörös, zöld és kék alapszíneket láttatnak. Retinánkon a háromfajta színérzékelő sejt közül a vörös és a zöld színért felelős dominál, míg a kékre érzékeny sejttípus az előbbieknél jóval ritkább, és a központi, éles látásért felelős területekről szinte teljesen hiányzik. A kék színre fogékony sejtek az összes csapoknak mindössze 6 százalékát teszik ki, és főként a perem közelében találhatók.
Az ember látószervének (organum visus) anatómia egysége a szemgolyó, de a látószerv legfontosabb funkcióját a fényérzékeny receptorok biztosítják. (Emellett nagy jelentőségűek a szem járulékos szervei is.)

#### Sárgafolt és látógödör

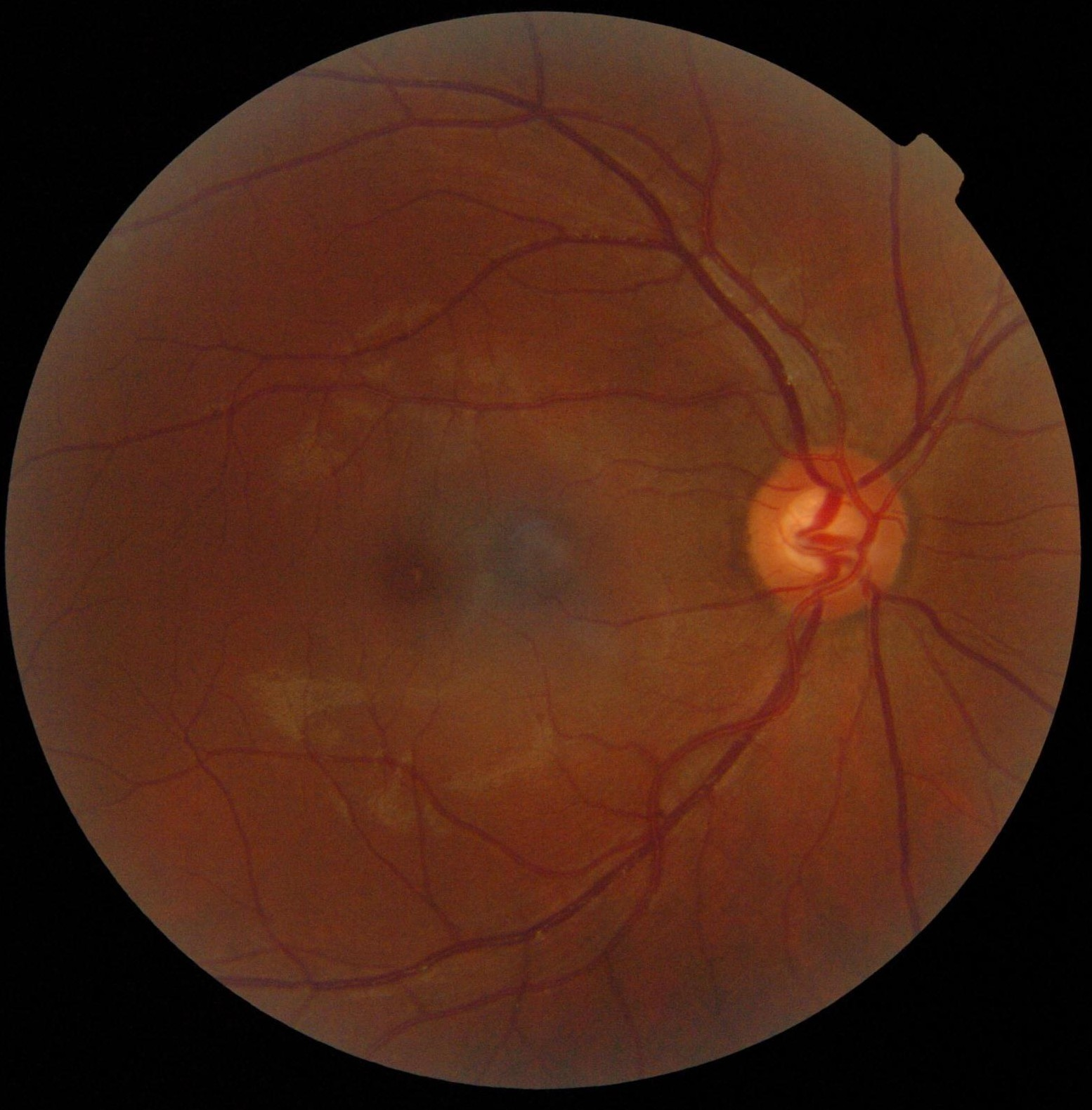
A szemfenékről szemtükörrel készült felvétel. A fovea egy balra lévő foltként látható. A látóidegfő a jobb oldalon van, ahonnan az erek szétágaznak. A középen lévő elmosódott, szürke folt csak egy árnyék (vizuális műtermék)

A sárgafolt (macula lutea) a színlátás helye a retinán. A látóidegfőtől (vakfolt) oldalra található. Benne helyezkedik el a látógödörnek (fovea centralis) nevezett bemélyedés, amely az éleslátásért felelős. Ennek is a közepében található a foveola, melyben a fényérzékeny receptorok a legnagyobb koncentrációban találhatóak az egész retinában, és kizárólag csapok alkotják, míg a látógödör egyéb részein kis számban pálcikák is vannak. A sárgafoltban nagy számban találunk pálcikákat.

#### A retina vérellátása
Az ideghártya (retina) belső rétegeinek vérellátását a retina központi erei biztosítják (arteria et vena centralis retinae): a retina központi verőere és ágrendszere az artériás vérellátást, míg a központi véna és ágrendszere a vénás elvezetést adja. Az ideghártya vérellátása magas élettani aktivitása miatt nagyon fontos. Emellett ezek az erek szemtükrözéssel közvetlenül is megfigyelhetők, aminek fontos diagnosztikai jelentősége van különböző, az érrendszert, a központi idegrendszert, és magát az ideghártyát érintő kórképek felismerésében. Az ideghártyát a központi erek mellett a vele kívülről határos érhártya is ellátja, főleg a retina mélyebb rétegeit. A retinával határos érhártyaréteg (lamina choriocapillaris) az emberi szervezet legsűrűbb hajszálérhálózata. A retinát így egy belső és egy külső érhálózat is ellátja. Visszatérve a szemfenéken látható erekhez: ezek a látóidegfőn (discus opticus; papilla nervi optici; vakfolt) keresztül lépnek be és ki. Elsődleges ágaik a felső és alsó látóidegfői artériák és vénák (arteraia et vena papillaris superior et inferior), ezek elágazódnak oldalsó (temporalis) és belső (nasalis) ágakra (arteriola et venula temporalis retinae superior; ill. arteriola et venula nasalis retinae superior et inferior). A sárgafolt (macula lutea) vérellátását és vérelvezetését két-két felső és alsó arteriola és venula ágacska szolgálja.

## Szemlencse
A szemlencse (lens oculi) kettősen domború (bikonvex), átlátszó optikai lencse, átmérője 9 milliméter, vastagsága 4,5 milliméter, elülső felszínének domborulata kisebb, hátulsó felszínének domborulata nagyobb mértékű. A két felszínt összekötő szél lekerekített. Módosult, erősen megnyúlt hámsejtek alkotják. Átlátszó hártya, a lencsetok (capsula lentis) borítja. Állományában kocsonyásabb kéregállomány (cortex lentis) és tömöttebb mag (nucleus lentis) különböztethető meg. A lencse rugalmas képződmény, amely ellazult állapotban összeugrik, azaz domborúsága növekszik. 
A lencsemag az életkorral növekszik, ettől rugalmassága csökken, ezzel laposabb állapotban rögzül, törőereje kisebb lesz. A lencse szélén körkörösen elöl és hátul finom függesztő rostok tapadnak, amelyek egymással kereszteződve a sugártest nyúlványai között ellentétes oldalon (azaz hátul és elöl) rögzülnek. Amikor a sugártest izomzata elernyedt állapotban van, a lencsefüggesztő rostokon keresztül a szem belső nyomása a lencsét megfeszíti és laposabbá teszi, így törőereje csökken, azaz távollátásra van beállítódva. A körben elhelyezkedő lencsefüggesztő rostok (zonula ciliaris) között közlekedik egymással az elülső és hátsó szemcsarnok tere.

A szemlencse alkalmazkodása távolra és közelre nézéskor

### Alkalmazkodás (akkomodáció)
Az előbbiek szerint a szem nyugalmi állapotban távolra nézésre beállítódott állapotban van. Közelre nézéshez a szemlencse törőerejének fokozására van szükség Ezt a szem azzal éri el, hogy a sugártest izomzata összehúzódik, ezzel jobban kiemelkedik, és a lencsefüggesztő rostok ellazulnak. A szemlencse természetes rugalmasságánál fogva domborúbbá válik, törőereje fokozódik. Az alkalmazkodás (accomodatio) tehát a sugárizom (musculus ciliaris) aktív működésén és a szemlencse rugalmasságán alapul. 
Az életkorral az utóbbi csökken, emiatt alakul ki az időskori távollátás (presbiopia).
A szem optikailag egészséges, fiatal állapotban sem tökéletes szerkezet. Nagyon kicsi a mélységélessége, azaz csak azt a kisméretű, síkszerű és szűk teret képes élesen látni, amelyre éppen fókuszál. A szem sugártestizomzatának romlását, idő előtti kifáradását például okozhatja a szembe lógó haj. A szem beállítása hol a nézendő tárgyra, hol a hajra fókuszál, ami gyors kifáradását okozza.
A szem perifériás látása is elég gyenge és életlen. Mindezeket nagyban kompenzálja azonban a központi idegrendszer működése, amely a kapott információkat feldolgozza. Az idegrendszer a fejlődő fiatal szervezetben rengeteg tapasztalatot raktároz, amely alapján megtanulja a látott információk megfelelő korrigálását és kezelését, ezzel kompenzálja a szem optikai tökéletlenségét (bizonyos kóros elváltozások határain belül).

## Üvegtest
Az üvegtest (corpus vitreum) optikailag teljesen átlátszó, sejtes szerkezetet nem mutató kocsonyás anyag. Nagy része víz (90%), amelyben néhány speciális fehérje mellett hialuronsav található. Elöl a hátsó szemcsarnoktól egy határhártya választja el. A retina felé határhártyája nincs. A szem belső nyomásának közvetítésével szerepet játszik a szemgolyó alakjának fenntartásában. A szem sérülése során esetleg elvesztett üvegtestállomány nem pótlódik.

## Szemcsarnokok
A szemcsarnokok (camerae bulbi) a szaruhártya mögött az üvegtest elülső határhártyájáig terjedő, víztiszta, átlátszó folyadékkal, csarnokvízzel (humor aquosus) kitöltött terek. A tereket a szivárványhártya osztja elülső és hátsó szemcsarnokokra. A két rész közötti összeköttetés a pupillán keresztül valósul meg, bár ennek előtte a csarnokvíznek át kell haladnia a szivárványhártya hátsó felszíne és a lencse közötti kapilláris résen. A csarnokvíz a hátsó szemcsarnokban a sugártest nyúlványainak ereiből szűrődik ki, majd a pupillán keresztül a szaruhártya és a szivárványhártya közötti elülső szemcsarnokba jut, ahol a szivárványhártya rögzülésénél, a szaruhártya és ínhártya találkozásánál (corneoscleralis határ) lévő sajátos képződményen keresztül felszívódva visszakerül a vénás vérbe. A csarnokvíz termelődésének és visszaszívódásának dinamikus egyensúlya tartja fenn a szem belső nyomását, amely megközelítőleg 20 mmHg. A sérülés vagy műtét következtében elveszett csarnokvíz a nyílás zárása után gyorsan pótlódik.

## A szem járulékos szervei
Legfontosabbak a kötőhártya (conjunctiva), a szemhéjak és a könnymirigyek.

## A szem optikai hibái
Pl.:
- Távollátás
- Rövidlátás
- Asztigmatizmus

## Szembetegségek
Pl.:
- Kancsalság
- A szem allergiás megbetegedései
- Zöld hályog
- Szürke hályog